# 森岡由花
森岡由花（もりおか ゆか、11月3日 - ）は、日本の女性声優。福岡県北九州市出身。JTBエンタテインメントに所属していたが、2021年3月31日をもって退所した。2022年4月14日、同年5月の舞台出演を最後に声優としての活動を無期限休止することを発表。2022年5月18日をもって声優業を無期限休止した。

## 略歴
JTBエンタテインメントアカデミー卒業後、2015年JTBエンタテインメント所属。
2021年3月31日付でJTBエンタテインメント退所。
2022年5月18日をもって声優業無期限休止。

## 人物
趣味はお料理、お菓子作り、コラージュ作り。特技は手芸である。
お料理やお菓子作りは度々Instagram等のソーシャル・ネットワーキング・サービスにて披露されており、ハッシュタグは「#もゆカフェ」である。また、自身がアシスタントとして出演しているインターネット番組「Akivalley」では「MOYU'Sキッチン」というコーナーがあり、秋葉原にちなんだお料理やお菓子作りを披露している。

BOOTHにてオリジナルグッズのオンラインショップ「Fan Fun Factory」をオープンする。

2020年5月20日にTwitterにてオリジナルソング「ヒカリクオリア」を公開した。新型コロナウイルスが招いた災難及び危機的状況に落ち込む世の中に対し、温かい言葉が綴られた手紙のような歌詞にたくさんの想いが込められている。

森岡 憂(もりおか うい)といううさぎのおんなのこが家族。
通称はひらがな表記の「うい」であり、「ういちゃん」、「ういちゃ」と呼ばれることが多い。
InstagramにてUsapediaとして2018年12月18日生まれであることや、よく食べ、よく跳ねる、抱っこは少し苦手ということ等が掲載された。種類はネザーランドドワーフであり、オレンジ色の毛色にふわふわさらさらな毛並みである。

## 出演
テレビアニメ
2015年
- 城下町のダンデライオン(菜々緒)
- GON -ゴン-(フラミンゴ1)
- 実は私は

2016年
- シュヴァルツェスマーケン(オペレーターB)
- 政宗ダテニクル(もんも)
- とんかつDJアゲ太郎(女性客)

劇場アニメ
2015年
- たまゆら〜卒業写真〜第2部(女子生徒)

2021年
- 復興応援 政宗ダテニクル 合体版＋(もんも)

Webアニメ
2020年
- 愛姫MEGOHIME（生徒）

吹き替え
- リメイニング(2014年)
- ロブスター(2015年)

ゲーム
- 天空のクラフトフリート(2018年、セイミーラ)
- SEVENTH DARK(2018年、リシェル)
- 星界神話-ASTRAL TALE-(2019年、リシェル)

ラジオ
2017年
- LIKORI’sのみらくるぱれーど！

ナレーション
- 福島県伊達市企業誘致PR動画

朗読
- VCKR第2回主催公演「り～でぃん’2」(2017年6月30日-7月2日、新宿ゴールデン劇場)
- 888企劃舞台作品THIRD READING LIVE「銀河のおとぎ話」(2018年3月13日-18日、Café&Bar 木星劇場)

舞台
- smimal×幻奏ボレロ共同企画公演「少女a」(2016年5月4日-8日、戸野廣浩司記念劇場)
- 888企劃プロデュース公演vol.1「三人ヨシコ」(2019年7月2日-7日、花まる学習会王子小劇場)
- ガチャガチャキャラバンvol.8「砂礫の庭」(2022年5月12日-15日、高田馬場ラビネスト)

CD
- 「my dear,/idea blue」(2019年)

オリジナルソング（Twitter公開）
- 「ヒカリクオリア」(2020年)　作詞作曲：森岡由花　作曲編曲：小森広翔　歌：森岡由花、春木宏水

インターネット番組
- Akiba.TVチャンネル「Akivalley」日曜日担当アシスタント(2020年11月8日、15日、22日オノデン本店1階 Akiba.TV STUDIO)

その他
- 伊達市霊山町掛田イベント第５回「だてマルシェ」ゲスト出演(2016年9月19日、伊達市霊山中央交流館)
- 伊達市霊山町掛田イベント第６回「だてマルシェ」ゲスト出演(2016年12月18日、伊達市霊山中央交流館)
- 「モクラジ（仮）」公開収録～THANKS AND LOVE～LIKORI’s(2018年3月10日、岩本町Eggman tokyo east)
- 薗内茜企画「ライブイベント」ゲスト出演(2018年11月25日、赤坂ふらっとん)